# Batalla de Göllheim
La batalla de Göllheim se libró el 2 de julio de 1298 entre Alberto I de Habsburgo y Adolfo de Nassau-Weilburg.
Tras la muerte de Rodolfo I en Espira el 5 de julio de 1291, su hijo Alberto I parecía ser el sucesor seguro al trono de Alemania. Sin embargo, la apariencia grotesca de Alberto I (que incluía el tener una cuenca ocular vacía, de ahí su nombre, "Alberto el Tuerto") y sus malos modales le costaron el trono. Cuando la Dieta se reunió junto a Fráncfort del Meno al año siguiente, decidieron no elegir a Alberto, sino a un primo de los electores, Adolfo de Nassau-Weilburg. No obstante, la paciencia de Alberto le permitió reconocer a Adolfo, mientras conjuraba contra él. Cinco años más tarde Adolfo fue depuesto por los Electores, pero Alberto se anticipó a esta decisión matando a Adolfo en un cara a cara en el campo de batalla de Göllheim (cerca de Worms, actualmente Renania-Palatinado).
Una vez hubo comenzado el combate, Alberto cabalgó a través de la multitud de combatientes hasta que encontró a Adolfo. Anteriormente Adolfo había perdido su yelmo, así que recibió a Alberto descubierto. Se dice que intercambiaron duras palabras hasta que Alberto hirió a su adversario en el mentón. Adolfo fue descabalgado a la fuerza, tras lo cual sería masacrado por su oponente. Se cree que Alberto mató a Adolfo con una daga y se volvió a incorporar completamente empapado de la sangre de Adolfo.
Tras el sangriento combate, Alberto I de Habsburgo fue finalmente elegido rey de Alemania. Sus electores tenían buenas razones para asustarse de él. Se le compara a veces con el rey bíblico Roboam, que a menudo decía a su pueblo, "¡Mi padre te castigó con la fusta, pero yo te castigaré con escorpiones!"